# Thriller - en grym film
Thriller - en grym film (titulada en español Desenlace mortal) es una película de culto sueca de 1974, escrita y dirigida por Bo Arne Vibenius. También se la conoce como They Call Her One Eye, Hooker's Revenge o simplemente Thriller. Su longitud total es de 107 minutos. 
Se la conoce por ser la primera película totalmente prohibida por la censura sueca. Se redujo a 104 minutos y luego a 86 minutos, aunque siguió siendo prohibida. Finalmente fue estrenada después de ser reducida a 82 minutos. En Estados Unidos también se estrenó con esta duración.
La película se engloba en el género de "violación y venganza". Años más tarde fue reivindicada por el director Quentin Tarantino, que la homenajeó en su película Kill Bill, especialmente con el personaje de Elle Driver (interpretado por Daryl Hannah).
El mismo director, Vibenius, aparece en una pequeña escena, como vendedor de comida.

## Argumento
La historia trata sobre una chica, Frigga/Madeleine (Christina Lindberg), quien es asaltada sexualmente durante su adolescencia y se queda muda debido al trauma. Cuando se hace mayor, acepta un viaje con un hombre que la hace adicta a la heroína y se convierte en su proxeneta. En cierto momento, ella es apuñalada en un ojo (en una escena para la cual el director, con mucha controversia, utilizó un cadáver real) al rechazar un cliente. Entonces, comienza a ahorrar dinero para comprar armas y tomar clases de conducción, tiro, etcétera, hasta finalmente obtener venganza.